# オルニチントランスカルバミラーゼ

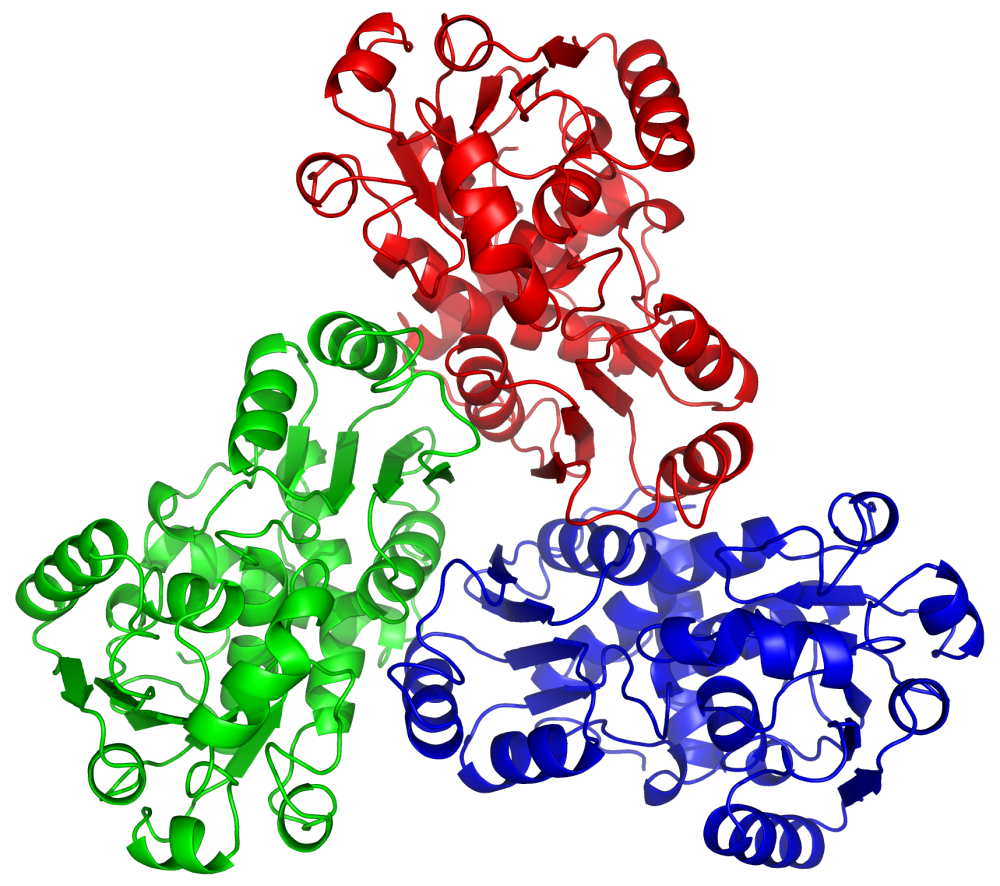
ヒトOTC三量体の構造

オルニチントランスカルバミラーゼ（Ornithine transcarbamylase、OTC）は、カルバモイルリン酸とオルニチンからシトルリンとリン酸を作る時に働く酵素である。植物と微生物では、OTCはアルギニンの生合成にも関与する。哺乳類ではOTCはミトコンドリアに局在し、尿素回路の一部を担っている。

## 構造
OTCは三量体の構造をしている。このうち1つのモノマーがカルバモイルリン酸の結合部位とアミノ酸結合部位を持つ。残りの2つのモノマーは別々の基質結合ドメインを持ち、中央のβシートが側面のαヘリックスに埋め込まれた構造をしている。
活性部位は3つのモノマーの接合部分に位置している。

## 機能
オルニチンの側鎖のアミノ基がカルバモイルリン酸のカルボニル基を求核攻撃し、四面体型の中間体を作る。結合部位が変わって、シトルリンとリン酸が生成する。

## 欠乏症
ヒトの体内のOTCのレベルが低下すると、アンモニアの濃度が上昇して神経に変調をきたす。グルタミン酸とアラニンの濃度も増える。
一方カルバモイルリン酸が供給されないため、尿素回路の中間体の物質の濃度は低下する。その代わりカルバモイルリン酸はウリジル酸の合成系に回る。そのため血中のオロト酸の濃度が上昇する。
体内アンモニア濃度の上昇に対する治療法は、グリシンと結合して馬尿酸を作る安息香酸ナトリウムを与えることである。